# Capnia storkani
Capnia storkani är en bäcksländeart som beskrevs av Šámal 1935. Capnia storkani ingår i släktet Capnia och familjen småbäcksländor. Inga underarter finns listade i Catalogue of Life.